# Afslåerjern
Et afslåerjern er en form for sadelmagerkoben, men uden kløft, der anvendes af møbelpolstrere til almindelige, "klippede", søm, i modsætning til kobenet der bruges til sortlakerede hærdede søm.